# Curiosity
Curiosity (arbejdstitel: Mars Science Laboratory, forkortet MSL) er en sekshjulet marsrobot der blev opsendt d. 26. november 2011 kl. 16:02 dansk tid. Curiosity landede i Gale-krateret på Mars d. 6. august 2012 kl. 7:31 dansk tid. Denne rover er tre gange så tung og dobbelt så bred som de to Mars Exploration Rovers (MER) som landede i 2004. Efter landingen skal Curiosity analysere mange jordprøver og klippestykker. Curiosity forventes at virke i mindst et marsår (~2 jordår) og skal udforske et større område end nogen tidligere rover. Den skal undersøge Mars’ tidligere og nuværende evne at opretholde liv. 

## Tekniske specifikationer
Curiositys masse er på 899 kg, hvoraf 75 kg er videnskabelige instrumenter. Den skal kunne køre over hindringer, som er 75 cm høje. Curiosity kan flytte sig op til 90 m i timen, men hastigheden forventes at blive på ca. 30 m per time afhængig af strømforsyning, terrænet, hjulspin og sigt. Curiosity forventes at tilbagelægge 6 km på dets initialmission, længere på forlængede missioner.
Curiosity er det første marsfartøj som udførte en præcisionslanding. Landingssystemet placerede den 232 m fra den planlagte landingsplads, sammenlignet med de 150 km for de tidligere marslandere. Foruden radarhøjdemåler anvender man også et kamerabaseret kortsystem og man lader siden et intelligent system vælge en ufarlig landingsplads.
Curiosity drives af en radioisotopgenerator. Solenergi er ikke en effektiv kraftkilde og blev kun anvendt af Mars Pathfinder m.fl. på grund af et midlertidigt forbud mod atomkraft. Solenergi kan ikke anvendes effektivt på høje breddegrader, i skyggen eller i støvede områder. Desuden kan man ikke holde roveren varm om natten hvilket begrænser levetiden på elektronikken.

## Mission
Curiosity løfter arven efter MER-rovere Spirit og Opportunity. Desuden får den større muligheder end sine forgængere. For eksempel skal den ved hjælp af laserablation bestemme indholdet af grundstoffer. NASA kan også anvende robotarmen til at indsamle prøver, der skal undersøges af instrumenterne om bord. 

## Svindel med kopi-titan
Curiosity anvender det stærke og relativt lette titan til at modstå de marsianske forhold. En del er leveret af Western Titanium Inc. fra San Diego og skulle have været af militær standard, som er meget kostbar på grund af de særlige krav til fremstillingsmåden. Ansatte i ledelsen blev i 2008 anklaget for at have udstedt falske certifikater og solgt ringere "kopi-titan" (improperly treated non-conforming titanium) som "militær standard" – ikke kun til NASA men også til firmaer der producerer F-22 jagerfly og C-17 transportfly. "Militær standard" får en særlig varmebehandling, så styrken og sejheden øges. Det meste af titanet kommer fra Western Titanium Inc., så NASA's ingeniører har brugt tid og ressourcer på at undersøge metaldelene på Curiosity. 
Curiosity skulle oprindeligt have været opsendt i opsendelsesvinduet december 2009, med ankomst til Mars i oktober 2010. Grundet forsinkelserne måtte Curiosity vente på det næste opsendelsesvindue i 2011, med ankomst til Mars i august 2012.

## Navnekonkurrence
Navnet Curiosity var resultatet af en navnekonkurrence, hvor folk frem til d. 29. marts 2009 kunne stemme blandt ni forskellige navne. Sjetteklasseseleven Clara Ma fra Kansas' forslag Curiosity ((engelsk): nysgerrighed) vandt.